# Gutshof Königsborn

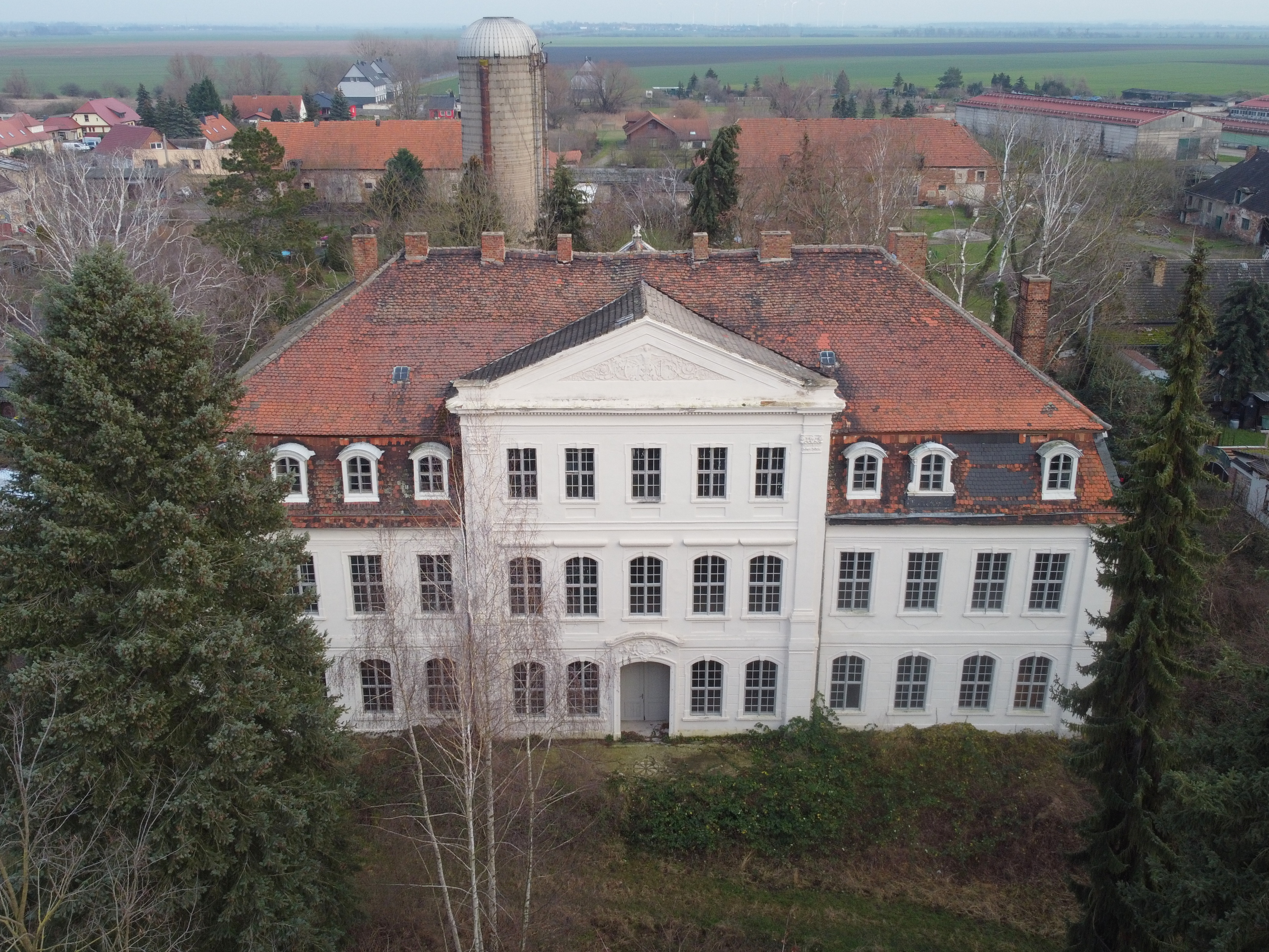
Das Gutshaus im Luftbild von Westen

Der Gutshof Königsborn, auch als Schloss Königsborn bezeichnet, ist ein denkmalgeschütztes Bauwerk in Königsborn, einem Ortsteil der Gemeinde Biederitz im Landkreis Jerichower Land in Sachsen-Anhalt. Im örtlichen Denkmalverzeichnis ist der Gutshof unter der Erfassungsnummer 094 76367 als Baudenkmal verzeichnet.

## Allgemeines
Es ist eines von zwei Bauwerken, die in der Literatur als Schloss Königsborn bezeichnet werden. Bei dem zweiten handelt es sich um das Schloss Königsborn im sogenannten Alt Königsborn, von dem nur noch die Grundmauern erhalten sind.

## Geschichte
Kriegsrat Friedrich Gossler ließ im Schloss Königsborn ab 1767 eine Seidenfabrik betreiben und erbaute auf einem Kamm einer Bodenwelle etwa einen Kilometer entfernt bis 1770 einen neuen Wohnsitz im Rokokostil, durch den der sogenannte Ortsteil Neu Königsborn begründet wurde. Johann Gottlob Nathusius erwarb 1834 Schloss und Gut und vererbte es seinem Sohn, dem Landwirt und Wissenschaftler Wilhelm Engelhard Nathusius. Ab 1888 befanden sich Schloss und Gut im Besitz des Geheimrats von Gansauge und anschließend im Besitz seiner Tochter der Gräfin Chasot. 1844 und zu Beginn des 20. Jahrhunderts wurde das Schloss saniert. Durch die Bodenreform in der Sowjetischen Besatzungszone im Jahr 1945 wurden die Eigentümer enteignet und ein Altersheim eingerichtet. Heute befindet sich in einem der ehemaligen Wirtschaftsgebäude der Sitz der örtlichen Freiwilligen Feuerwehr.

## Beschreibung
Beim Haupthaus des Gutshofes Königsborn handelt es sich um ein zweigeschossiges dreizehnachsiges Bauwerk mit übergiebeltem Mittelrisalit zur Hofseite und einem breiten Risalit zur Gartenseite.
Zum Gutshof gehörte eine westlich des Gutshofes gelegene als Schlosspark bezeichnete Parkanlage. Diese wurde Ende des 18. Jahrhunderts angelegt und im zweiten Viertel des 19. Jahrhunderts stark verändert.